# Jozef Marek
Jozef Marek (* 1. prosinec 1931) je slovenský geodet a kartograf.

## Biografie
Narodil se v Pasece na Moravě. V roce 1955 vystudoval tehdejší fakultu inženýrského stavitelství v Bratislavě. Padesát let života prožil jako zeměměřič v oboru geodézie a kartografie, přednášel na vysoké škole a je autorem řady výukových materiálů.

## Publikační činnost
Je autorem nebo spoluautorem devíti odborných publikací a několika výukových materiálů včetně vysokoškolských skript. Z vlastní iniciativy digitalizoval více než 25.000 stran časopisu GaKO z let 1913 až 2004, který je volně ke stažení na webu ČÚZK
- člen redakční rady časopisu Geodetický a kartografický obzor

### Dílo
- Antonín Švejda a kol: Z dějin geodézie a kartografie 16; kapitola Spomienky na topografické mapovania v rokoch 1951 - 1971